# Житомирский ликёро-водочный завод
Житомирский ликёро-водочный завод (укр. Житомирський лікеро-горілчаний завод) — предприятие пищевой промышленности в Житомире.

## История
Предприятие было создано в 1896 году как Житомирский казённый очистной винный склад Волынской губернии. В марте 1896 года склад начал производство спирта и спиртных напитков, а 1 июля 1896 года — был официально открыт.
После начала Первой мировой войны продажа спиртных напитков в Российской империи была официально запрещена, производство спирта было ограничено, значительная часть выпущенной продукции шла на военные нужды. Во время войны в помещениях склада работал лазарет на 100 раненых.

### 1917—1991
После Февральской революции 1917 года и в ходе гражданской войны государственная винная монополия фактически не соблюдалась.
В марте 1919 года склад был передан в управление Волынскому районному управлению спиртовой промышленности и возобновил работу под названием Житомирский народный очистной склад № 1. В августе 1919 года город заняли войска Директории УНР, после чего предприятие прекратило работу.
В дальнейшем, власть в городе несколько раз менялась, 26 апреля 1920 года Житомир захватили польские войска, а 7 июня 1920 года в город вошли части РККА. После восстановления Советской власти склад передали Волынскому губернскому управлению спиртовой промышленности.
В 1926—1927 гг. спиртосклад был переоборудован в Житомирский спирто-водочный завод, который производил хлебное вино, столовое вино и спирт-денатурат.
По состоянию на 1 марта 1936 года в составе предприятия действовали очистной, механический, разливной, ящичный цеха, посудный склад и склад готовой продукции, общая численность работников завода составляла 104 человека (в том числе 74 рабочих).
В 1938 году предприятие получило новое наименование: Житомирский ликёро-водочный завод.
В 1940 году завод выпускал водку «Пшеничная 40 %», «Московская 40 %, 50 %, 56 %», спирт-ректификат, денатурат и горькие настойки.
После оккупации города немецкими войсками в июле 1941 год завод продолжил выпуск спиртных напитков для немецкой оккупационной администрации.
Во время Великой Отечественной войны предприятие пострадало в ходе боевых действий и во время немецкой оккупации города (9 июля 1941 — 31 декабря 1943), но в 1944 году возобновило производство, а в соответствии с четвёртым пятилетним планом восстановления и развития народного хозяйства СССР было восстановлено. В это время ЛВЗ выпускал водку «Пшеничная», водку «Московская», спирт-ректификат, денатурат, горькие и сладкие настойки, а также ликёры.
В 1967 году инженер завода И. А. Юргутис разработал рецепт водки высокого качества «Житомирская ароматная» c настойкой берёзовых почек (в 1969 году водка получила золотую медаль на выставке в Москве, а в 1977 году — приз на выставке в Лос-Анджелесе).
Выпускаемый заводом безалкогольный напиток «Лесная сказка» поставляли для советских космонавтов, подводников и сборной команды СССР по футболу на Олимпийских играх 1968 года в Мехико.
В 1984 году завод разработал рецептуру и начал выпуск водки «Житомирская юбилейная», но начатая в «перестройку» антиалкогольная кампания осложнила деятельность предприятия, объёмы производства были снижены. Чтобы сохранить предприятие завод был временно перепрофилирован и выпускал безалкогольные напитки, а также сиропы «Апельсиновый», «Мятный» и «Лимонный».
В советское время завод входил в число ведущих предприятий пищевой промышленности города.

### После 1991 года
После провозглашения независимости Украины завод перешёл в ведение государственного комитета Украины по пищевой промышленности. В марте 1995 года Верховная Рада Украины внесла завод в перечень предприятий, приватизация которых запрещена в связи с их общегосударственным значением.
После создания в июне 1996 года государственного концерна спиртовой и ликёро-водочной промышленности «Укрспирт», комбинат был передан в ведение концерна «Укрспирт».
23 апреля 2001 года завод был передан в прямое управление Государственного управления делами (при этом контроль за эффективностью управления заводом осуществляло непосредственно министерство экономики Украины), в 2004 году в состав предприятия был включён Чудновский спиртовой завод.
В 2006 году на заводе была установлена итальянская производственная линия, в 2007 году — линия по производству сувенирной ликёро-водочной продукции. Также, в 2007 году предприятие было сертифицировано на соответствие стандартам системы управления качеством предприятия ISO-9001.
11 августа 2008 года завод был передан в ведение министерства сельского хозяйства Украины.
Начавшийся в 2008 году экономический кризис осложнил положение ЛВЗ, но к 2011 году ситуация стабилизировалась. В июне 2011 года завод выпускал 18 видов ликёро-водочных напитков и представил новую марку водки «Президентський стандарт Преміум» (производство которой было освоено к 115-летнему юбилею предприятия). 2011 год завод завершил с чистой прибылью 320 тыс. гривен, 2012 год — с чистой прибылью 400 тыс. гривен, 2013 год — с чистой прибылью 354 тыс. гривен.
Весной 2014 года положение предприятия осложнилось. 30 апреля 2014 были отмечены признаки подготовки к рейдерскому захвату ЛВЗ, до 21 мая 2014 года рабочие завода отбили две попытки силового вторжения. Руководство завода было снято, для управления деятельностью ЛВЗ была создана рабочая комиссия с участием представителей МВД, налоговой службы и областной администрации. 2014 год завод завершил с чистой прибылью почти 1 млн гривен.

## Современное состояние
Предприятие выпускает водку, настойки и ликёры в стандартном и подарочном (сувенирном) исполнении.